# Ao Vivo! (álbum)
Ao Vivo! é o álbum de estreia da banda brasileira Companhia do Calypso, lançado em dezembro de 2002, pela gravadora Som Livre. Sete singles oficiais foram lançados a partir do álbum para a sua promoção, sendo eles "Outro Rapaz", "Sedução",  "Mais Um Lance", "Meu Amor é Todo Seu" (regravação da banda Sayonara), "Nas Ondas do Rádio" e "Goodbye Amor", que começaram a ganhar rotação nas rádios regionais brasileiras. O projeto vendeu mais de 200 mil cópias vendidas.

## Antecedentes
Em 2001, os irmãos Milson e Mylla Karvalho, saíram de sua cidade natal Marabá para Belém, ambas no estado do Pará, na intenção de procurar produtores que pudessem produzir e gravar o primeiro disco da banda no qual integravam, Quiss. Após chegarem em Belém e conseguirem gravar o projeto, a dupla tinha a intenção de retornar a Marabá, porém, durante o retorno — mais precisamente em uma balsa — Karvalho avistou um ônibus da cantora conterrânea Lenne Bandeira, que vinha explodindo nas rádios do Norte do país naquela época. De imediato, ela comentou com Milson para irem falar com Bandeira, na esperança de que ela os atendesse e lá foram eles. Os irmãos contaram suas histórias e a suas tentativas de conquistarem o sucesso a Bandeira que se comoveu com a força de vontade e o talento dos irmãos, se colocando a disposição para ajudá-los e os levando para serem empresariados por seu escritório, a Bandeira's Produções Artísticas. 
No ano seguinte, em 2002, Lenne Bandeira recebeu um convite do experiente produtor musical e empresário Ari Karvalho — para fazer parte de uma nova banda de calypso, ritmo paraense derivado do brega e do calypso caribenho, que vinha conquistando o Norte e Nordeste do Brasil — logo convidou Milson e Mylla a se juntarem a ela no projeto, posteriormente nomeado Companhia do Calypso. O cantor Charles Cill, em seguida complementou a formação do grupo e logo deram início à gravação de seu álbum de estreia, Ao Vivo!, lançado em 
parceria com a gravadora Som Livre, em dezembro de 2002. O projeto vendeu mais de 130 mil cópias.

## Faixas
O álbum foi inteiramente produzido pela dupla Ari Carvalho e Dedê.
| N.º            | Título                   | Compositor(es)               | Duração |  |
| 1.             | "Outro Rapaz"            | Josiel Carvalho              | 03:25   |  |
| 2.             | "Sedução"                | Kim Marques                  | 03:18   |  |
| 3.             | "Mais Um Lance"          | Junior Neves                 | 04:11   |  |
| 4.             | "Meu Amor é todo Seu"    | Tonny Brasil                 | 03:02   |  |
| 5.             | "Nas Ondas do Rádio"     | Kim Marques                  | 03:12   |  |
| 6.             | "Goodbye Amor"           | Lenne Bandeira               | 03:28   |  |
| 7.             | "Minha Inspiração"       | Junior Neves                 | 03:08   |  |
| 8.             | "I Don't Need Your Love" | Junior Neves                 | 03:20   |  |
| 9.             | "Nego Lindo"             | Edilson Morenno              | 03:47   |  |
| 10.            | "Não Sou Tua"            | Tonny Brasil                 | 03:19   |  |
| 11.            | "Caprichos"              | Tonny Brasil                 | 02:57   |  |
| 12.            | "Faltou Coragem"         | Chrystian Lima Ivo Lima      | 03:36   |  |
| 13.            | "Doce Tentação"          | Mário Senna                  | 02:32   |  |
| 14.            | "Medo de Falar"          | Tárcisio França Aldo Luís    | 02:48   |  |
| 15.            | "Loirinha"               | Ronaldo Bahia                | 03:17   |  |
| 16.            | "Sem Limites"            | Zuleide Cordeiro Cordeirinho | 03:31   |  |
| Duração total: | Duração total:           | Duração total:               | 52:03   |  |

## Ficha Técnica
| - Lenne Bandeira — vocais - Mylla Karvalho — vocais - Charles Cill — vocais - Dedê — telados, produção e arranjos - Ary Karvalho — seleção de repertório e produção - Milson Karvalho — direção artística - Rogerio Morais — masterização - Cacau — técnico de gravação e mixagem - Maurílio — assistente de gravação - Apollo — violão - Marquinhos Maraial — metal | - Fabio Costa — metal - Flávio Sousa — metal - Batista — guitarra - Edvaldo — bateria - Junior — bateria - Silvestre — percussão - Mesaque — baixo - Juca Medalha — backing vocal - Dôra — backing vocal |